# 赖保荣
赖保荣（1958年—），男，汉族，中华人民共和国道教人物，曾任中国道教协会副会长、广东省道教协会会长，第十届、第十一届、第十二届、第十三届全国政协委员。

## 生平
2008年，当选第十一届全国政协委员，代表宗教界，分入第五十一组。2018年1月，当选第十三届全国政协委员。